# 1,3-propaansulton
1,3-propaansulton is de gangbare benaming voor het sulton van 3-hydroxypropaansulfonzuur of gamma-hydroxypropaansulfonzuur. Het is een ringvormige, interne sulfonzure ester. De synthese en het gebruik van deze stof is sterk beperkt omdat ze carcinogeen is bij proefdieren en mogelijk ook bij de mens.
De nummers in de naam van deze verbinding verwijzen naar respectievelijk de plaats van de sulfonzuurgroep en de plaats van de hydroxylgroep in de propaanketen van de niet-cyclische uitgangsstof.

## Synthese
1,3-propaansulton kan verkregen worden door een cyclisatiereactie van 3-hydroxypropaansulfonzuur, gevolgd door een destillatie onder vacuüm.

## Toepassing
1,3-propaansulton wordt gebruikt als tussenproduct bij de synthese van tal van chemische stoffen, waaronder smeerolieadditieven, oppervlakteactieve stoffen, corrosie-inhibitoren, farmaceutische intermediairen, fungiciden en insecticiden, en monomeren voor polymeren. Omwille van het carcinogene karakter van de stof zijn de productie en het gebruik ervan sterk beperkt en is de stof waar mogelijk vervangen door een minder gevaarlijk alternatief.

## Toxicologie en veiligheid
1,3-propaansulton kan worden opgenomen door inademing, langs de huid of door inslikken. Het is matig irriterend voor de ogen en de huid.
Het reageert met vochtige lucht met vorming van het giftige 3-propaansulfonzuur.
1,3-propaansulton is mogelijk kankerverwekkend bij de mens (bij dieren is het kankerverwekkend vermogen eenduidig aangetoond; bijvoorbeeld bij ratten is het via elke toedieningsweg – oraal, dermaal, intraveneus, subcutaan en prenataal - kankerverwekkend). Omwille van het carcinogene karakter van de stof kan er geen veilige MAC-waarde worden gegeven; deze moet zo laag mogelijk zijn.
In Nederland is het verboden om propaansulton te vervaardigen, te gebruiken, of in voorraad te hebben (behalve ten behoeve van doorvoer) (Arbeidsomstandighedenbesluit 1997, artikel 4.58).